# Filip II (hrabia Schaumburg-Lippe)
Filip II Ernest (ur. 5 lipca 1723 w Rinteln, zm. 13 lutego 1787 w Bückeburgu) – w latach 1777–1787 hrabia Schaumburg-Lippe.
Był synem Fryderyka Ernesta, hrabiego Lippe-Alverdissen (1694−1777) i Elżbiety Filipiny z Friesenhausen (1696−1764). W 1777 r., po bezpotomnej śmierci swojego krewnego Wilhelma, wstąpił na tron jako Filip II.
W roku 1756 w Weimarze wziął za żonę Ernestynę Albertynę von Sachsen-Weimar (1727−1769), córkę księcia Sachsen-Weimar-Eisenach, Ernesta Augusta I i jego żony Eleonory Wilhelminy von Anhalt-Köthen. Małżństwu temu urodziła się czwórka dzieci: Klemens August Ernest (*/† 1757), Karol Wilhelm Fryderyk (1759−1780), Jerzy Karol Fryderyk (1760−1776) i Fryderyka Antonina (1762−1777), z których tylko jedno dożyło dorosłości.
Po raz drugi hrabia ożenił się, jedenaście lat po śmierci pierwszej żony, w 1780 r. w Philippsthal (Werra) z Julianą Wilhelminą Luizą (1761-1799), córką Wilhelma von Hessen-Philippsthal i jego żony Ulryki Eleonory von Hessen-Philippsthal-Barchfeld. Druga żona urodziła mu czwórkę dzieci:
- Eleonora Luiza (1781−1783)
- Wilhelmina Charlotta (1783−1858), żona hrabiego Ernsta zu Münstera
- Jerzy I Wilhelm (1784−1860)
- Karolina Luiza (1786−1846)